# Cervesa Victoria
Victoria és una empresa de cervesa lager creada durant 1928 per Luis Franquelo Carrasco a la ciutat de Màlaga, Andalusia. Aquesta cervesa ha estat tradicionalment lligada a aquesta ciutat i la seva idiosincràsia, aquests fets queden reflectits en el seu eslògan a «Malaguenya i Exquisida». Pertany al grup Damm.

## Història
Va ser creada l'any 1928 per Franquelo Carrasco i va tenir la seva primera fàbrica al barri d'El Perchel de Màlaga. Comptava amb 85 treballadors i tenia una capacitat diària de 15.000 litres que es distribuïen per Andalusia i al Marroc.
En l'any 1937 es va fer famós un cartell publicitari que senyalava un home com el "gros de la cervesa". Aquest home estava representat sense cap cabell, el prototip d'un turista alemany de la dècada dels seixanta, assegut en una taula amb un barret panamà a la mà que s'eixuga la suor del cap mentre somriu. Sobre la taula, un gran got de cervesa i el lema "Cervesa Victòria, Malaguenya i exquisida". Aquesta imatge es va convertir en tota una icona de la ciutat, aconseguint gran popularitat en la dècada de 1960 i durant el boom turístic en la Costa del Sol.
A l'inici de la dècada de 1990, la Cervesa Victoria va ser propietat el Grup Cruzcampo, la qual va finalitzar la producció d'aquesta cervesa a Màlaga. L'any 1999, el Grup Cruzcampo va ser absorbit per Heineken International. La Comissió Nacional de la Competència va obligar a Heineken a desfer-se d'algunes marques i en 2001 Victòria va ser venuda al grup Damm.
Fins a l'any 2007, la cervesa Victoria només es venia a supermercats. Es va començar a comercialitzar amb ella en el sector de la restauració gràcies al nou llançament de barrils i terços. El 2017 inauguraria una nova fàbrica de 3.374 metres quadrats al Polígon Industrial Guadalhorce de Màlaga.

## Nota de tast
La cervesa Victoria s'elabora a través d'un procés clàssic mitjançant la maduració lenta, es guarda un mínim de dues setmanes. El color de la cervesa és un daurat brillant, un sabor suau, però amb denses notes de cereals torrats, cos generós i refrescant textura, compta amb un grau d'alcohol de 4,8 % i es recomana consumir-la entre 4 i 6 °C.

## Cervesa Victoria al cinema
Cervesa Victoria apareix en el llargmetratge El Camí dels Anglesos dirigit per Antonio Banderas en 2006. L'ambientació del rodatge es desenvolupa a la ciutat de Màlaga en els anys 70.